# Новые люди (Камбоджа)
Новые люди (кхмерск. នកផ្ញើ neak phnoe или អ្នកថ្មី neak thmei или អ្នក១៧មេសា, neak dap pram pii mesa, букв. «Люди 17 апреля») — одна из трёх основных категорий населения в Кампучии под правлением режима Красных кхмеров, вторая по счёту. Под эту категорию попадали кампучийцы, жившие в городской местности или жившие на территории, оккупированной США. По плану, «новых людей» в Кампучии требовалось серьёзно перевоспитать. Людей, живших в сельской местности, называли «старыми людьми».
«Новым людям» не разрешалось иметь никакой собственности, они должны были обязаны работать не менее 10 часов в день, иногда и больше. Продовольственные пайки для них были ужасно скудными, и это привело к серьёзному голоду.
Одним из девизов «Красных кхмеров» по отношению к «новым людям» звучал так: «Сохранять вас — бесполезно, уничтожить вас — не потеря».